# Jimmy Harold Díaz Burbano
Jimmy Harold Díaz Burbano (Mocoa, 7 de diciembre de 1963) es un político y arquitecto colombiano, quien se desempeñó como Miembro de la Cámara de Representantes de ese país por el Departamento de Putumayo, departamento del cual fue gobernador. 

## Biografía
Nació en Mocoa, entonces capital de la extinta Intendencia del Putumayo, en diciembre de 1963. Posee estudios de Técnico en Diseño Industrial y de Arquitecto de la Universidad Católica de Colombia. Así mismo, tiene una Maestría en Arquitectura de la Universidad de Salamanca y un Diplomado en Desarrollo Social con Equidad de la Universidad de La Habana.
Dirigente deportivo regional, fue miembro de la Selección Mocoa de Fútbol y de la Selección Putumayo de Fútbol, y fundador de la Liga de Ciclismo de Putumayo. También es miembro de la Academia de Historia de Putumayo.
En el campo público se desempeñó como Alcalde de su ciudad natal entre 1995 y 1997 y como diputado a la Asamblea Departamental de Putumayo. En las elecciones regionales de Colombia de 2011 fue electo como Gobernador de Putumayo con 53.000 votos, con el apoyo del Partido Conservador, y derrotando a Iván Gerardo Guerrero Guevara, candidato del Partido Liberal, el cual había gobernado históricamente el departamento.
Durante su gestión como Gobernador logró el levantamiento de la ley de embargo del departamento (mediante la cual el Gobierno Nacional había intervenido la salud y la educación departamental), la ampliación del aeropuerto de Puerto Leguízamo, la creación de la oficina de ICETEX para el departamento, la consecución de una oficina permanente de la Organización de Naciones Unidas en el Putumayo y el suministro de gas a 7 municipios del departamento que hasta el momento no contaban con tal servicio. Fue calificado por dos años como uno de los cinco gobernadores del país.
En las elecciones legislativas de Colombia de 2018 resultó electo Representante a la Cámara por Putumayo con una votación de 11.649 votos. En la Cámara fue miembro de la Cuarta Comisión.
El 23 de septiembre de 2019 fue arrestado, según una orden emitida por la Corte Suprema de Justicia el mismo día, la cual lo acusó de “extracción ilícita de oro mediante el dragado de los lechos de los ríos Caquetá y Putumayo” durante su gobierno en Putumayo. Tras su captura se le aplicó silla vacía a su escaño, quedando sin reemplazo, siendo el segundo Representante a la Cámara del Partido Conservador en ser capturado en la legislatura 2018-2022; la primera fue Aída Merlano (Atlántico).
Finalmente, renunció al Congreso el 11 de marzo de 2021.